# Matthias Herrgen
Matthias Herrgen (* 1975 in Mainz) ist ein deutscher Anthropologe und Hochschullehrer.

## Leben
Matthias Herrgen studierte Philosophie, Anthropologie und Soziologie an der Universität Mainz. Nach dem Abschluss M.A. der Anthropologie (2002) promovierte er 2008 zum Dr. phil. bei Winfried Henke mit einer Dissertation zur Wissenschaftstheorie der Anthropologie. 2009–2010 folgten Forschungsaufenthalte am ZiF Bielefeld (Zentrum für interdisziplinäre Forschung der Universität Bielefeld) und an der FEST in Heidelberg (Forschungsstätte der ev. Studiengemeinschaft e.V.). 2011 bis 2014 war er Wissenschaftlicher Mitarbeiter am Philosophischen Seminar (Lehrstuhl Kulturphilosophie und Ästhetik) der Universität Wuppertal, 2014 bis 2018 am Philosophischen Seminar der Universität Münster und 2019 bis 2021 am Fachbereich Gesellschaftswissenschaften der Hochschule Darmstadt (2019–2021). Seit 2021 ist er Lehrkraft für besondere Aufgaben an der Hochschule Darmstadt und lehrt Philosophie und Anthropologie im Fachbereich Gesellschaftswissenschaften. 2020 erhielt er im Fachbereich Gesellschaftswissenschaften für seine Lehrveranstaltung Ethische Grundlagen der Sozialwissenschaften den Lehrpreis 2020 der Hochschule Darmstadt.

## Wissenschaftliche Arbeit
Arbeitsgebiete sind die Philosophische Anthropologie, Interdisziplinäre Anthropologie und Religionsanthropologie. Forschungen thematisieren den Menschen im Kontext der technisierten Lebenswelt und der Leistungsgesellschaft sowie die Abgrenzung bzw. gradualistische Differenzierung des Menschen zum Tierreich.
Zusammen mit Gerald Hartung ist er Herausgeber des seit 2013 erscheinenden Jahrbuchs Interdisziplinäre Anthropologie (Springer) sowie der gleichnamigen Buchreihe, in der u. a. im Diskursformat Fragestellungen der Anthropologie interdisziplinär verhandelt werden.

## Herausgeberschaft
- Diskursthemen im Jahrbuch Interdisziplinäre Anthropologie
  - Jahrbuch 1/2013: Kai Vogeley, Leonhard Schilbach, Albert Newen: Soziale Kognition, VS Verlag für Sozialwissenschaften, 2014, ISBN 978-3-658-04932-4
  - Jahrbuch 2/2014: Barbara Krahé: Gewalt und Aggression, VS Verlag für Sozialwissenschaften, 2015, ISBN 978-3-658-07409-8
  - Jahrbuch 3/2015: Matt Rossano: Religion und Ritual, VS Verlag für Sozialwissenschaften, 2016, ISBN 978-3-658-10977-6
  - Jahrbuch 4/2016: Georg Toepfer: Wahrnehmung, VS Verlag für Sozialwissenschaften, 2017, ISBN 978-3-658-14263-6
  - Jahrbuch 5/2017: Sebastian Knell: Lebensspanne 2.0., VS Verlag für Sozialwissenschaften, 2018, ISBN 978-3-658-19555-7
  - Jahrbuch 6/2018: Christoph Antweiler: Das Eigene & das Fremde, VS Verlag für Sozialwissenschaften, 2019, ISBN 978-3-658-24868-0
  - Jahrbuch 7/2019: Peter Kappeler, Claudia Fichtel: Soziale Ungleichheit, VS Verlag für Sozialwissenschaften, 2019, ISBN 978-3-658-28232-5
  - Jahrbuch 8/2020: Daniel Kersting, Andrea Esser: Tod & Sterben, 2021, ISBN 978-3-658-34029-2
  - Jahrbuch 9/2021: Kevin Liggieri: Quantifizierung des Menschen, 2024, ISBN 978-3-658-45028-1